# Nguyễn Văn Trình (quan nhà Nguyễn)
Nguyễn Văn Trình (chữ Hán: 阮文珵; 1872 - 1949), tự Lục Quang, hiệu Thạch Thất, Thốc Sơn, là một danh sĩ Nho học Việt Nam cuối thế kỷ 19 đầu thế kỷ 20.

## Cuộc đời và sự nghiệp
Nguyễn Văn Trình sinh ngày 14 tháng 9 năm Nhâm Thân (tức 15 tháng 10 năm 1872), người thôn Kỳ Trúc, xã Kiệt Thạch, tổng Độ Liêu, huyện Can Lộc, phủ Đức Thọ, tỉnh Hà Tĩnh (nay thuộc xã Thanh Lộc, huyện Can Lộc, tỉnh Hà Tĩnh), trong một gia đình khoa bảng, đại quan triều đình.
Thuở nhỏ, ông theo học ở trường làng ở Hà Tĩnh, lớn lên, ông làm Ấm sinh học ở Quốc tử giám (Huế). Năm Kỷ Mão 1891, ông đỗ Tú tài lần 1; năm Giáp Ngọ 1894, đỗ Tú tài lần 2; đến năm Đinh Dậu 1897, ông mới đỗ Cử nhân. Cả ba lần thi đều ở trường Huế.
Năm Mậu Tuất 1898, nhằm năm Thành Thái thứ 10, ông dự kỳ thi Hội tại kinh đô Huế. Trong khoa thi nầy, chỉ có một người chính trúng cách là Nguyễn Tự Như. Ban giám khảo trường thi thấy ít quá, xin vua gia ân dự hạng chính trúng cách hai người nữa là Nguyễn Văn Trình và Phạm Tuấn, ngoài ra còn chọn thêm 14 người dự hạng thứ trúng cách. Vào thi Đình, ông đỗ Đệ tam giáp đồng Tiến sĩ xuất thân, xếp thứ 5 trong 8 vị Tiến sĩ, khi mới 27 tuổi.
Sau khi đỗ Tiến sĩ, ông được đưa vào học trường Hậu bổ ở Huế để chuẩn bị ra làm quan. Từ năm 1900 đến năm 1910, ông được bổ làm Tri phủ Hưng Nguyên (tương ứng 2 huyện Hưng Nguyên và Nghi Lộc ngày nay), Anh Sơn (tương ứng với các huyện Anh Sơn, Đô Lương, Nam Đàn, Thanh Chương, Hưng Nguyên ngày nay).
Khoảng cuối năm 1910 đầu năm 1911, theo phép nhà Nguyễn, ông tạm ngưng chức quan về quê chịu tang ở Hà Tĩnh. Cuối năm 1911, hết hạn chịu tang, ông được triều đình bổ làm Đốc học Thừa Thiên (Huế). Một năm sau, thăng làm Tế tửu Quốc tử giám.
Năm 1915, ông được chuyển sang làm Hình bộ Thị lang, đến năm 1921, bổ làm Bố chính Phú Yên. Năm 1924, ông bị đàn hặc, suýt phải tội chết, sau xét giảm tội, chỉ bị cách chức đuổi về quê ở Hà Tĩnh. Một năm sau, triều đình lại triệu ra, bổ làm Toản tu Quốc sử quán (Huế).
Năm 1930, ông cáo lão hồi hưu, được triều đình ban tặng Thượng thư trí sự, ở Hà Tĩnh. Tuy nhiên, không lâu sau, năm 1931, ông ra dạy Hán học ở Trường Cao Xuân Dục (Vinh, Nghệ An) cho đến năm 1934.
Trong những năm sau đó, ông trí sĩ dạy học ở quê nhà tại Hà Tĩnh, từng là Hội trưởng Hội Tư Văn Hà Tĩnh
Sau khi chính quyền Việt Nam Dân chủ Cộng hòa được thành lập, ông được chính quyền mới tín nhiệm và thường tham vấn trong nhiều vấn đề. Năm 1946, khi Hội Liên hiệp Quốc dân Việt Nam (gọi tắt là Liên Việt) được thành lập, ông được bầu làm Hội trưởng Hội Liên Việt Hà Tĩnh.
Ông qua đời ngày 4 tháng Một âm lịch (tức 23 tháng 12) năm 1949 tại quê nhà, thọ 77 tuổi.

## Các tác phẩm nổi bật
Sự nghiệp văn thơ của ông có gần 200 bài thơ, chủ yếu là thơ chữ Nôm, một số bài đã được in trong tập thơ "Thạch Thất thi tập" (Hội Văn học Nghệ thuật Hà Tĩnh, 2004). Ngoài ra, còn có hơn 40 bài thơ dịch từ thơ chữ Hán của các tác giả nổi tiếng khác của Việt Nam, một số bài thơ họa các bài thơ của các tác giả khác, nhiều câu đối chữ Hán và câu đối chữ Nôm, tất cả đều do ông sáng tác còn lưu giữ lại được.
Những vần thơ bình dị mà nồng ấm tình người, tình quê của ông, cùng với nhiều tư liệu liên qua khác, đã được tập hợp vào quyển "Thạch thất hợp tuyển" được xuất bản bởi Nhà xuất bản Văn Học (in xong và nộp lưu chiểu Quý IV, năm 2013).
Ngày 18 tháng 11 năm 2015, Bộ Văn hóa, Thể thao và Du lịch đã ban hành Quyết định số 4008/QĐ-BVHTTDL xếp hạng Đền thờ Nguyễn Văn Trình, xã Thanh Lộc, huyện Can Lộc, tỉnh Hà Tĩnh là di tích Lịch sử quốc gia.